# Quinto viaggio nel regno della fantasia
Quinto viaggio nel regno della fantasia è un romanzo scritto nel 2009 da Geronimo Stilton pseudonimo di Elisabetta Dami ed è il quinto libro della collana Nel regno della fantasia. 
Come in tutti quanti, il libro contiene puzze e profumi.
La serie continua con Sesto viaggio nel regno della fantasia e Settimo viaggio nel regno della fantasia.

## Trama
Geronimo riceve una lettera: deve andare su una montagna per vedere qualcuno.
Porta con sé anche il suo nipotino preferito Benjamin.
Lui mangia tante barrette al cioccolato e vuole andare a bere quindi va a cercare dell'acqua.
Cade giù da un dirupo e batte la testa contro un masso.
Si sveglia in una caverna piena di smeraldi verdi.
Poi vede tre persone, o meglio, tre elfi: due guardiani e la sorella di Robur.
La principessa spiega che si trovano nel passaggio segretissimo in cui gli elfi possono entrare nel loro regno.
La principessa dice a Geronimo qualcosa di importante, ma non finisce la frase perché parte un enorme terremoto.
Lei voleva dire proprio questo.
Il Vulcano Sputafuoco è attivo e provoca le scosse.
Geronimo forma una compagnia formata da Alys, Robur, un Libro Parlante e lui.
Però c'è un inconveniente: Alys deve andare dalla sua migliore amica Gaya (la sorella della regina) e scopre che è scomparsa.
Geronimo e la compagnia dovranno portare a termine due compiti molto difficili: spegnere il vulcano e trovare Gaya prima che i terremoti distruggano il Regno.

## La saga
- Nel regno della fantasia
- Secondo viaggio nel regno della fantasia - Alla ricerca della felicità
- Terzo viaggio nel regno della fantasia
- Quarto viaggio nel regno della fantasia
- Sesto viaggio nel regno della fantasia
- Settimo viaggio nel regno della fantasia
- Ottavo viaggio nel regno della fantasia

## Personaggi
- Geronimo Stilton: il Cavaliere senza macchia e senza paura, che salva ogni volta il Regno della Fantasia.
- Alys: Principessa dei Draghi d'Argento; bella e audace. È un'abilissima spadaccina.
- Re Robur: Re degli Elfi; grande amico del Cavaliere, gli chiede aiuto per una nuova missione...
- Tomoprimo Enciclopedicus de Libris: libro parlante che vuole diventare un Libro d'Avventura, nonostante sia un libro scolastico.
- Gaja: Principessa delle Fate, sorella di Floridiana e Fata della Terra. Cantando può sprigionare l'energia della natura.
- Laowyn: Principessa degli Elfi e sorella minore di Robur; è molto tenace e Gaja e Alys sono le sue migliori amiche.
- Lapis de' Tromboni: il saccente Rettore della Grande Ampolloseria.
- Capitan Tempesta: Pirata e capitano della temuta nave volante "Ancora di Bronzo", che in realtà nasconde un dolce cuore sotto la scorza di Terrore dei Cieli.
- Ceruleus: Re degli Unicorni; generoso, saggio e cordiale con tutti.
- Re Terroso III: Re del popolo dei Terricoli degli Abissi. Lui e tutti i suoi sudditi sono vittime di un mostro terribile.
- Fangor: mostro che assume la forma di ciò che più spaventa chi lo guarda. La sua vera forma può essere scoperta guardandolo senza temerlo: è solo una montagna di fango con due occhi arancioni. L'unica cosa che teme è l'acqua perché può' scioglierlo, uccidendolo.
- Drago dell'Arcobaleno: fedele drago al servizio di Floridiana, aiuta sempre Geronimo.
- Scintilla: draghessa di Alys, nonché suo fedele suddito. È graziosa, ma potente in battaglia.
- Parenti di Geronimo Stilton: Benjamin Stilton, Trappola, Tea Stilton. Gli fanno una sorpresa sul cocuzzolo della montagna.
- mostrilli dagli occhi gialli: piccoli demoni verdi al servizio di Fangor,
- Scribacchinus Scribacchius: rospo chiacchierone ma grande amico del Cavaliere. Sogna di diventare uno scrittore di successo
- Elfi: popolo saggio e coraggioso; servono il Bene e amano i boschi e la natura..
- Ciurma mostruosa: sono i pirati comandati da Capitan Tempesta che portano tempeste ovunque con la loro nave volante.